# 造海城
造海城（つくろうみじょう）は、千葉県富津市竹岡にあった日本の城。

## 概要
造海城は、真里谷氏によって築かれた山城。この通説に対し、黒田基樹は足利成氏が真里谷一族の祖である上総武田氏の初代武田信長に与えた「上総国造細郷」を造海郷の誤りとみる立場から、造海城が武田信長すなわち上総武田氏の最初の本拠で、真里谷城や庁南城への進出は次世代以降とする説を唱えている（黒田は造海に真里谷や庁南と異なる系統の上総武田氏の嫡流がいた可能性も指摘している）。
里見氏の支配下に入った天文6年（1537年）以降、里見氏の対北条氏最前線として重要な役割を果たした。

## 歴史・沿革
- 寛正2年（1461年）、真里谷信興（あるいは武田信長）により築城された。
- 天文3年（1534年）、真里谷信隆と信応の間に家督争いが起こると、信隆の子信政が拠った。
- 天文6年（1537年）、信応に付いた里見義堯に攻められ開城し、里見氏方の正木氏が入った。
- 天正18年（1590年）、小田原征伐の後、里見氏が安房一国に減封され廃城となった。
- 江戸時代末期、城内の北端及び南西端二箇所に台場が設けられた。

## 構造
浦賀水道に面した南北に伸びる独立性の高い丘陵上に占地し、西面を浦賀水道、北面を白狐川に守られた天然の要害である。
郭は尾根上に四郭を設け、西側に伸びる支尾根上及谷の上部に郭が重ねられている。東側の地形は西側に比べて起伏に乏しいが、三柱神社脇の尾根筋及び外部へと繋がる尾根筋に普請が認められる。後者は灯篭坂大師から伸びる大手道を、後者は延命寺・三柱神社にあったと考えられている居館をそれぞれ守る目的で設けられたものと考えられる。この他に、大手尾根の付け根付近に木出根と呼ばれる場所があり、腰郭が設けられている。

## 考古資料

### 遺構
山上の遺構はほぼ完全に残っており、空堀や石垣、土塁、及び井戸が残る。ただし、後に台場が設けられたため、幕末期の遺構も混在する。